# Randomisierung
Randomisierung (auch Zufallszuteilung, Wortherkunft über randomisieren aus englisch randomize, zu random für „wahllos, ziellos, zufällig, willkürlich“) ist ein Verfahren, bei dem die Versuchspersonen (zum Beispiel teilnehmende Patienten) unter Verwendung eines Zufallsmechanismus unterschiedlichen Gruppen zugeordnet werden. Dadurch sollen bekannte und unbekannte personengebundene Störgrößen gleichmäßig auf Experimental- und Kontrollgruppen verteilt werden. Es sollen im Mittel gleiche Voraussetzungen bzw. Versuchsbedingungen geschaffen werden, um trotz der Störgrößen eine höhere statistische Sicherheit zu erreichen. Das Verfahren findet unter anderem bei psychologischen Experimenten (Feld- und Laborexperimenten) Anwendung. Durch das Verfahren sollen Alternativerklärungen ausgeschlossen und die Wahrscheinlichkeit verringert werden, dass der in einem Wirksamkeitstest nachgewiesene Effekt einer systematischen Verzerrung unterliegt.

## Allgemein
R. A. Fisher entwickelte das Prinzip der „Randomisierung“ als Konsequenz der „ceteris-paribus-Klausel“. Die experimentellen Behandlungsbedingungen werden den Versuchsgruppen, diesen wiederum die Probanden nach dem Zufall („randomisiert“) zugewiesen. Dadurch werden Scheinerklärungen ausgeschlossen, nach denen z. B. ein Verhalten als Effekt der experimentellen Behandlung bezeichnet wird, das tatsächlich bereits präexperimentell bestanden hat – nicht die neue Unterrichtsmethode hat zu den besseren Ergebnissen geführt, die Probanden dieser Versuchsgruppe hatten schon vor der Untersuchung einen Lernvorsprung. Der Grad, in dem tatsächlich randomisiert wird, ist ein Merkmal zur Unterscheidung der Typen des Experiments.

## Arten der Randomisierung
In der Versuchsplanung wird mit Randomisierung oft implizit die zufällige Zuteilung der Probanden auf unterschiedliche Versuchsgruppen bezeichnet, allerdings kann Randomisierung wesentlich differenzierter unterschieden werden:
Zufallszuteilung (random allocation)bezeichnet die zufällige Zuteilung der Probanden zu unterschiedlichen Gruppen.
Ziehen von Zufallsstichproben (random sampling)beschreibt hingegen die zufällige Ziehung der Probanden aus der Grundgesamtheit (Population), siehe auch Zufallsstichprobe.
Zufallszuweisung (random assignment)meint die zufällige Zuweisung der Probanden auf unterschiedlichen Untersuchungsbedingungen (z. B. zur Kontroll- bzw. eine der Experimentalbedingungen). Gerade in Einzelfallstudien, bzw. Studien mit sehr kleinen Stichproben, werden die Versuchspersonen oft nicht Gruppen, sondern lediglich Versuchsbedingungen zugeordnet, da diese oft nur von einem Proband durchlaufen werden (z. B. in einem Versuchsplan mit multiplen Ausgangswerten (englisch multiple baseline design)).

## Nachweis der Wirksamkeit
Klinische Studien werden durchgeführt, um unter Betrachtung der Wirksamkeit einer Behandlung bei der Stichprobe eine Aussage des Studienergebnisses auf die Grundgesamtheit zu verallgemeinern. Vor Studienbeginn müssen dafür im Prüfplan verschiedene Angaben gemacht werden, wie beispielsweise der Nachweis der Wirksamkeit.

### Statistischer Aspekt
Auf Basis der in der Studie gewonnenen Daten wird ein Wirksamkeitstest (z. B. Signifikanztest) durchgeführt, um einen Effekt festzustellen. Wenn nun ein Effekt vorgefunden wurde, kann dieser zufällig aufgetreten sein, mit der Realität übereinstimmen (also auch in der Grundgesamtheit vorzufinden), oder durch eine systematische Verzerrung beeinflusst worden sein.
Eine systematische Verzerrung kann beispielsweise vorliegen, wenn ein behandelnder Prüfarzt mit einer Behandlungsmethode besonders gut zurechtkommt. Dadurch wird der Effekt verfälscht, da dieser Zusammenhang nicht repräsentativ ist. Der behandelnde Arzt ist also ein Einflussfaktor für den Effekt. Ein anderer Einflussfaktor könnte das Alter eines Patienten sein. Werden für eine Behandlung A zufällig nur Patienten in die Studie eingeschlossen, die ein gewisses Alter überschreiten und für B die ein gewisses Alter unterschreiten, kann dies den Effekt bedeutend beeinflussen. Man unterscheidet folgende Arten der systematischen Verzerrung:
- Selection bias: Die nächste Behandlungszuteilung kann bestimmt werden und nimmt Einfluss auf den Effekt. Verbesserung: unvorhersagbares Randomisierungsverfahren
- Accidental bias: Es wird nicht die Balanciertheit bzgl. der verschiedenen Einflussfaktoren berücksichtigt. Einflussfaktoren können prognostische Faktoren oder auch Risikofaktoren sein. Verbesserung: Stratifizierendes Verfahren.
- Information bias: Die Kenntnis des angewendeten Verfahrens beeinflusst das Ergebnis indirekt, da Beteiligte (Patient, Prüfarzt, Statistiker) durch die Information dazu neigen, die für ihr Empfinden bessere Behandlung zu bevorzugen. Verbesserung: Verblindung aller Involvierten.
- Concealment bias: Die Kenntnis des anzuwendenden Verfahrens vor der Behandlung durch den Prüfarzt kann das Ergebnis der Behandlung selbst beeinflussen. Verbesserung: Verblindung des Prüfarztes.

Um also validieren zu können, dass ein mit dem Test nachgewiesener Effekt (höchstwahrscheinlich) auch in der Grundgesamtheit vorzufinden wäre, müssen alle Einflussfaktoren, die eine systematische Verzerrung herbeiführen könnten, berücksichtigt werden. Dazu gibt es verschiedene Randomisierungsverfahren. Bei einem Randomisierungsverfahren kann ein Randomisierungsliste bereits vor der Studie vorliegen (Block-Randomisierung, stratifizierte Randomisierung) oder sich auf Eigenschaften der bereits randomisierten Stichproben stützen. Letzteres wird also während der Studie dynamisch berechnet (adaptive Randomisierung, stratifizierte Randomisierung).

### Organisatorischer Aspekt
Selbst wenn die Art der Randomisierung unter statistischen Gesichtspunkten ideal vorzufinden wäre, kann eine systematische Verzerrung vorliegen. Bei einer Block Randomisierung werden oft Randomisierungsboxen für jedes teilnehmende Zentrum erstellt. In einer solchen Box befinden sich dann durchlaufend nummerierte Kuverts, die blickdicht verschlossen sein müssen, damit sie keiner einsehen und dadurch beispielsweise die Patientenwahl beeinflussen kann.
Man unterscheidet zwei Methoden der Randomisierung:
- zentrale Randomisierung: Zuteilungen über das Internet oder telefonisch für jedes Zentrum.
- dezentrale Randomisierung: Zuteilung mit Hilfe von den erwähnten Randomisierungsboxen.

## Randomisierungsverfahren
Für die Durchführung einer Randomisierung gibt es verschiedene Verfahren, wie den Patienten die Behandlungen zugewiesen werden.

### Bewertungsfaktoren
Die Bewertung eines Verfahrens basiert auf folgenden Faktoren:
- Vorhersagbarkeit: Ein behandelnder Prüfarzt darf die nächste Zuweisung einer Behandlungsart nicht vorhersehen (ansonsten könnte er das Ergebnis beeinflussen).
- Balanciertheit: Bzgl. verschiedener Faktoren wie der Behandlungsart selbst, soll eine gleich starke Zuweisung erfolgen. Um auch bereits während der Studie eine Zwischenauswertung durchführen zu können, soll die Balanciertheit möglichst zu jedem Zeitpunkt vorliegen.

### Quasi-Randomisierung
Bei einer Quasi-Randomisierung wird die Zuteilung durch einen Mechanismus bestimmt, der auf keine wirkliche Zufälligkeit zurückzuführen ist, z. B. durch eine abwechselnde Zuteilung. Die allesentscheidende Ankunft eines Patienten im Zentrum ist dabei kein valider Zufallsmechanismus. Die Balanciertheit ist gewährleistet, allerdings die nächste Zuteilung leicht zu erkennen.

### Einfache, nicht eingeschränkte Randomisierung
Die Zuteilung der Behandlung zu einem neuen Patienten erfolgt zufällig ohne Einschränkungen. Bei zwei Behandlungen entspricht dies also einem Münzwurf für jeden Patienten, ohne dabei auf die Balanciertheit zu achten (diese ist erst ab ca. 1000 Stichproben statistisch gewährleistet). Dementsprechend ist eine geringe Vorhersagbarkeit gewährleistet.

### Block-Randomisierung, Balancierte Randomisierung
Um gegenüber der Einfachen Randomisierung eine bessere Balanciertheit gewährleisten zu können, wird sichergestellt, dass bei N Patienten ein bestimmtes vordefiniertes Verhältnis zwischen den zugeteilten Behandlungen gegeben ist (z. B. 1:1 bei zwei Behandlungsarten). Die N einzuschließenden (und unbekannten) Patienten werden vor Studienbeginn in Blöcke aufgeteilt. In jedem Block ist dann das Verhältnis der permutierten Behandlungsarten berücksichtigt. Die Randomisierungsliste besteht dann aus den Kompositionen der einzelnen Blöcke.
Die einfachste Variante besteht dabei aus nur einem Block. Die Balanciertheit ist dann nur zum Studienende gewährleistet, die Vorhersagbarkeit ist allerdings gering.
- permutierte Blöcke gleicher Länge: Bei der Verwendung von mehreren generierten Blöcken werden diese innerhalb der Randomisierungsliste zufällig angeordnet. Durch die Verwendung von mehreren Blöcke gleicher Länge ist eine bessere Balanciertheit über den gesamten Rekrutierungszeitraum gegeben, allerdings auf Kosten der Vorhersagbarkeit. Haben alle Blöcke eine Länge von 4, kann dies durch einen Beobachter festgestellt werden. Mit der Kenntnis der Blocklänge ist es dann ein Leichtes bei der Verwendung des nächsten Blocks festzustellen, welche Behandlungszuweisung erfolgt. Wenn beispielsweise bereits die ersten beiden Zuweisungen die Behandlungsart A festlegten, muss nun zweimal die Zuweisung von B erfolgen.
- permutierte Blöcke variabler Länge: Damit die Länge der Blöcke nicht erkannt und damit keine leichte Vorhersagbarkeit der Behandlungszuweisung erfolgen kann, können permutierte Blöcke variabler Länge verwendet werden. D. h. es werden Blöcke verschiedener Längen generiert, deren enthaltene Zuweisungsfestlegungen zufällig bestimmt sind und die innerhalb der Randomisierungsliste zufällig aneinander gereiht werden.
- Stratifizierte Randomisierung: Die bisher beschriebenen Verfahren berücksichtigen lediglich die Balanciertheit bzgl. der Behandlungsart. Um aber auch eine Balanciertheit bzgl. der Einflussfaktoren vornehmen zu können, kann eine Randomisierungsliste für jede Kombination von Faktoren (vor Studienbeginn) erstellt werden. D. h. bei zwei Einflussfaktoren (mit jeweils zwei Ausprägungen) gäbe es 4 Listen für jede Behandlungsart und somit acht Listen bei zwei Behandlungsarten. Die Einflussfaktoren und die Behandlungsart selbst werden dabei als Strata bezeichnet. Die einzelnen Randomisierungslisten können durch ein beliebiges der oben genannten Verfahren berechnet werden. Die Stratifizierte Randomisierung sollten bei kleinen Studien (unter 50 Stichproben) und Multicenter Studien eingesetzt werden. Für die Durchführung ist eine zentrale Randomisierung notwendig.

### Adaptive Randomisierung
Bei der adaptiven Randomisierung erfolgt die Zuteilung der Behandlung mit einer Wahrscheinlichkeit, die abhängig ist von der bisherigen Verteilung der Behandlungen in den einzelnen Strata. Es werden also die Daten der bereits randomisierten Stichproben berücksichtigt. Die Randomisierung erfolgt somit dynamisch während der Studie.
- Baseline Adaptive Randomisierung: Bei dieser adaptiven Randomisierung wird die Anzahl der bisherigen Zuteilungen berücksichtigt und damit die Wahrscheinlichkeit der nächsten Zuteilung beeinflusst. Sind die Behandlungsmethoden gleich oft zugewiesen worden, ist die Wahrscheinlichkeit für die Methode gleich. Wurde eine Methode weniger oft zugeteilt, ist die Zuteilung zu dem aktuellen Patienten höher. Sowohl für die Berechnung der Wahrscheinlichkeit als auch der Entscheidungsgröße (statt der Differenz der Zuweisungsanzahlen) gibt es komplexere Methoden. Ein Beispiel hierfür ist die Biased Coin Methode. Dadurch kann die Balanciertheit verbessert werden. Die Vorhersagbarkeit wird durch die Wahrscheinlichkeit der Zuweisung begrenzt. Angewendet werden kann diese Methode allerdings nur, wenn keine weiteren Strata einbezogen werden müssen. Sehr wichtig für offene Studien (ohne Verblindung), damit die Vorhersagbarkeit minimiert wird.
- Minimierungsmethode: Die Minimierungsmethode ist eine stratifizierende Methode für die Baseline Adaptive Randomisierung. Für einen Patienten mit festen Ausprägungen jedes Stratums wird die Summe der jeweiligen Ausprägungen für die Behandlungsarten berechnet. Ist der Patient im Zentrum 1, männlich und über 50 Jahre alt, so wird für Behandlung A ermittelt, wie viele Behandlungen von A in Zentrum 1 vorgenommen wurden, wie viele männlich waren und wie viele über 50 Jahre. Analog wird diese Berechnung für Behandlungsart B durchgeführt. Der Patient bekommt dann diejenige Behandlungsart (mit einer höheren Wahrscheinlichkeit) zugewiesen, die die geringere Summe besitzt. Damit wird also eine Balanciertheit bzgl. aller Strata berücksichtigt. Der guten Balanciertheit steht die ebenfalls gute Vorhersagbarkeit gegenüber.
- Response Adaptive Randomisierung: Anders als bei der Baseline Adaptive Randomisierung ist die Zuteilung durch die bereits gemessenen Strata eindeutig bestimmt. Es wird also keine Wahrscheinlichkeit in Abhängigkeit von der Strata definiert.
- Play-the-winner: Eine erfolgreiche Behandlung mit einer Methode bewirkt, dass sie beim nächsten Patienten auch angewendet wird. Ein Wechsel findet also nur dann statt, wenn die Anwendung nicht erfolgreich war. Der schlechten Balanciertheit und guten Vorhersagbarkeit steht gegenüber, dass die bessere Methode wahrscheinlich öfters angewendet wurde (Patientenbenefit).

### Wahl des Verfahrens
Bei großen Studien kann eine Blockrandomisierung gewählt werden, falls es sich nicht um eine Multicenter-Studie handelt. Dann ist sicherlich eine stratifizierte Randomisierung notwendig. Sind mehrere Strata vorhanden sollte ein adaptives Verfahren gewählt werden, da ansonsten sehr viele Randomisierungslisten verwaltet werden müssten (Produkt der Strata-Ausprägungen). Insgesamt sollte aber die Anzahl der Strata gering gehalten werden.

## Verblindung
Man unterscheidet Blind-, Doppelblind- und Dreifachblind-Studien. Bei einer Blindstudie weiß nur der Patient nicht, welche Behandlungsalternative er bekommt. Zusätzlich ist es jedoch wichtig, dass auch der behandelnde Arzt nicht weiß, welcher Patient mit welchem Medikament behandelt wird. Dieses Verfahren wird als Doppelblindstudie bezeichnet. Um auch bei der Datenauswertung die Objektivität zu bewahren, kann auch diese ohne Kenntnis der jeweils erfolgten Behandlung erfolgen, dann liegt eine Dreifachblindstudie vor.
Notfälle – zum Beispiel schwere Nebenwirkungen – können jedoch bei einzelnen Probanden die verfrühte Aufdeckung der Zuordnung zu den Untersuchungsgruppen notwendig machen (sog. Entblindung).

## Treatmentdiffusion
Als Treatmentdiffusion wird in der Versuchsplanung eines psychologischen Experiments das Verschwimmen der Grenze zwischen der Kontroll- und der Experimentalgruppe bezeichnet. Das Treatment – die Behandlung, deren Wirksamkeit gezeigt werden soll – wird nicht nur auf die Experimentalgruppe angewandt, sondern teilweise auch ungewollt auf die Kontrollgruppe. Somit kann bei der Auswertung der entstandene Effekt nicht mehr klar auf das Treatment zurückgeführt werden und damit auf eine fehlerhafte Randomisierung zurückgeführt werden.

### Beispiele
- Eine Kontrollgruppe wird nach dem üblichen Verfahren der Psychotherapie behandelt, die Experimentalgruppe hingegen durch eine neue Methode. Beide Gruppen werden von demselben Psychotherapeuten betreut. Da er von der neuen (noch zu überprüfenden) Methode überzeugt ist, wendet er unbewusst auch einige Verfahren der neuen Methode bei der Kontrollgruppe an.
- In einer Abteilung für Orthopädie einer Klinik werden die Patienten in eine Kontroll- und eine Experimentalgruppe geteilt. Die Kontrollgruppe erhält die übliche Therapie, die Experimentalgruppe wird angewiesen, selbstständig zusätzliche Übungen (z. B. Muskelgruppen bewusst anzuspannen und wieder zu lockern) mehrmals am Tag zu machen. Die Patienten reden untereinander und tauschen sich über die Therapieformen aus, woraufhin auch einige Patienten der Kontrollgruppe anfangen, diese Übungen zu machen, weil sie sich davon einen besseren Therapieverlauf versprechen.